# Persefoni Papadopoulou
Persefoni Papadopoulou

Link zum Bild

Persefoni Papadopoulou (griechisch Περσεφόνη Παπαδοπούλου, * 1889 (auch 1888) im Dorf Kedares, Bezirk Paphos (Zypern); † 1948 in Patras) war eine zyprische Frauenrechtlerin, Autorin und Pädagogin.

## Leben
Persefoni Papadopoulou war die Tochter von Mari Filippou und Aristodimos Papadopoulos. Sie hatte eine jüngere Schwester. In ihrer Jugend, Ende des 19. Jahrhunderts, war es in Zypern üblich, Mädchen nur auf ihre Rolle als Mutter und Hausfrau sowie auf ihre Arbeit in der Landwirtschaft vorzubereiten und ihnen keine Schulbildung anzubieten. Laut statistischen Erhebungen der Engländer vom Jahr 1911 waren 42,7 % der Zypriotinnen Analphabetinnen. Trotzdem schlug Persefoni Papadopoulou einen anderen Weg ein, ging in Nikosia auf die Schule und zog weiter nach Athen, wo sie 1905–1906 am Arsakeion mit großem Erfolg weiter ausgebildet wurde.
Nachdem sie in ihr Heimatland zurückgekehrt war, arbeitete sie als Lehrerin in Famagusta, das damals um die 12.000 Einwohner hatte. Zusammen mit Eleni Hadjipetrou und Maria Andreou gründete sie das Lyzeum der hellenischen Frauen Zyperns, das den 1911 in Athen von Kalliroi Parren gegründeten Lyzeum Club der hellenischen Frauen zum Vorbild hatte und mit patriotischen Aktivitäten für die Union mit Griechenland warb sowie gegen die britischen Kolonialherren kämpfte.
Ab November 1913 gab Papadopoulou als erste Frau in Zypern die zweiwöchentliche Frauenzeitung Estiades (Εστιάδες) heraus, ein für Zypern neuartiges Printmedium. In Estiades wurden vielfältige Themen aufgegriffen wie die griechische und ausländische Literatur, pädagogische und volkskundliche Studien sowie Themen der Gleichberechtigung mit dem Ziel, Frauen zu bilden und zu erziehen. Dieses Konzept stieß in männlichen, konservativen Kreisen auf Ablehnung.
Neben ihrer journalistischen Pionierarbeit veröffentlichte Papadopoulou zahlreiche Artikel und hielt Vorträge, in denen sie sich für Reformen in der Frauenbildung einsetzte. Sie gründete eine pädagogische Werkstatt zur Förderung der experimentellen Psychologie, organisierte Exkursionen und beschäftigte sich mit Literatur, Übersetzung, Journalismus und Literaturkritik. Sie schrieb auch selbst Gedichte.
1921 verließ sie Zypern aufgrund eines Streits mit der Direktorin der „Evriviades Parthenagogio“ («Ευρυβιαδείου Παρθεναγωγείου») und zog nach Paris, um dort zu studieren. Dort wurde sie unter anderem von Henri Bergson unterrichtet. Sie erhielt einen Studienabschluss von der Universität Paris in Pädagogik (1923), Philosophie (1924) und in Byzantinischen und Modernen Griechischen Studien (1923). An der Internationalen Schule der Fortgeschrittenen Sozialstudien (International School of Advanced Social Studies) schloss sie Studien in den Fächern Journalismus und Public Relations ab. Nach ihrer Studienzeit in Paris bot ihr die griechische Arsakeio Schule eine Position im Lehrerkollegium in Athen, Korfu und Larisa an, aber Papadopoulou kehrte nach Zypern zurück, wo sie Direktorin der Faneromeni Schule in Nikosia wurde.
Erst 1935 zog sie nach Griechenland und übernahm die Schulleitung der Arsakeio Schule in Patras. Sie brachte neben ihrer resoluten und kreativen Denkweise auch ihr Fahrrad mit, was in der konservativen Bürgerschaft der Hafenstadt Patras auf Befremden und Ablehnung stieß, da es als unangemessen für eine Frau galt, mit dem Rad zu fahren. Obwohl sie bald als Direktorin anerkannt und geschätzt wurde, war ihr Radfahren immer Ziel von Kommentaren und kontroversen Diskussionen.
1937 wurde ihr die Leitung der in Patras neu gegründeten Pädagogischen Akademie Arsakeio übertragen.
Sie starb 1948 an Tuberkulose, deren Ursachen die schlechten Lebensbedingungen während der deutschen Besatzung waren.
Der bekannte Sprachwissenschaftler Georgios Babiniotis sagte über Persefoni Papadopoulou, sie gehöre zu jenen seltenen charismatischen Persönlichkeiten, die geistige Stärke, umfassende Bildung, Pflichtbewusstsein gegenüber dem Vaterland und den Menschen, Sendungsbewusstsein in der Erziehung, soziale Verantwortung und Kampfgeist für die Rechte der griechischen Frau in sich vereinen, für die sie ein unübertroffenes Vorbild gewesen sei.
Sie wird bis heute auch als „Große Dame von Zypern“ («Μεγάλη Κυρία τής Κύπρου») bezeichnet.

## Auszeichnungen
Die Republik Zypern veröffentlichte 2015 innerhalb der Briefmarkenreihe „Menschen der Literatur und Kunst“ eine Briefmarke mit ihrem Porträt. In der Begründung für diese Wahl steht: „Sie war nicht nur die brillanteste Griechischlehrerin ihrer Zeit, sondern auch eine bedeutende intellektuelle Persönlichkeit und eine brillante Feministin, der die Frauenbildung in Zypern viel zu verdanken hat. … Gleichzeitig entfaltete sie eine bemerkenswerte literarische Tätigkeit mit Schriften, Gedichten, Artikeln und Studien philosophischen, unterhaltenden und erzieherischen Inhalts.“

## Veröffentlichungen (Auswahl)
- Ἐκπαιδευτικόν ὑπόμνημα. Ἡ ἐν Ἑλλάδι μεταρρυθμιστική κίνησις καί τά κυριώτερα προβλήματα τοῦ Κυπριακοῦ σχολείου (Anmerkung zum Thema Bildung. Die Reformbewegung in Griechenland und die Hauptprobleme der zypriotischen Schule). 1930.
- Πίνακες μαθητικῆς ὠχρότητος καί καχεξίας (Tabellen zum Alter der Schüler und ihren Krankheiten). 1931.
- Ἡ φιλοσοφία τοῦ Μπερξόν (Die Philosophie Bergsons). 1939.